# گروه صنعتی مینو
گروه صنعتی مینو نام یک هلدینگ است که در سال ۱۳۳۸ خورشیدی توسط یکی از اعضای خانواده خسروشاهی، یعنی علی خسروشاهی بنیان نهاده شد و در ۱۶ آبان همان سال فعالیت تولیدی خود را با تأسیس شرکت صنعتی پارس مینو آغاز کرد. نام این شرکت از نام دختر بنیانگذار این شرکت ایده گرفته شده است. و هم‌اکنون با تولید انواع بیسکوئیت، شکلات، دارو، لوازم آرایشی و بهداشتی در کشور فعالیت می‌کند.
تا سال ۱۳۵۷ مدیریت کارخانه به عهده علی خسروشاهی و حسن خسروشاهی بود و پس از پیروزی انقلاب اسلامی در جریان مصادره اموال و دارایی‌ها، مصادره شد و سپس در اختیار سازمان صنایع ملی ایران قرار گرفت. علی و حسن خسروشاهی بعد از مدتی دوندگی، بدون پس گرفتن کارخانه‌ها، نهایتاً با ناامیدی کشور را ترک می‌کنند و به کانادا می‌روند. گروه صنعتی مینو در حال حاضر به صورت هلدینگ و زیر نظر شرکت اقتصادی و خودکفایی آزادگان اداره می‌شود که متشکل از ۱۲ شرکت حقوقی مستقل است. از سال ۱۳۸۰، ۵۱ درصد سهام به شرکت اقتصادی و خودکفایی آزادگان واگذار گردید.
در سال‌های ۱۳۵۵–۱۳۵۶ خطوط تولید بیسکوئیت خرمدره راه‌اندازی شد که از بزرگ‌ترین خطوط تولید بیسکویت در دنیا بود؛ و بعد از آن کیک اسفنجی پم‌پم تولید شد. با این تغییرات شمار کارگران به ۱۹۰۰ نفر و شمار کارمندان تکنسین‌ها و مهندسان نیز ۲۰۰ نفر رسیده بود. به علاوه برای بهبود زندگی کارکنان، منطقه مسکونی و سایر امکانات زندگی را در اختیار کارگران و کارمندان گذاشته شد. علی خسروشاهی مؤسسه خیریه مینو را نیز در خرمدره راه اندازی کرد و مشغول ساختن بیمارستان مدرن و مجهزی در خرمدره بود. وی در آخرین روزهای حضورش در ایران پس‌اندازش را در اختیار مهندس غفوری، ناظر ساختمان‌های شرکت قرار داد تا پروژهٔ نیمه کارهٔ بیمارستان خرمدره را نیز به پایان برساند.
«تافی» اولین محصول مینو بود که با نام تجاری «تافی کره‌ای سه ستاره» تولید و ویفرهای کارخانه مینو به بازار ایران عرضه شد. در دهه ۵۰ خورشیدی و با تأسیس کارخانه خرمدره، مینو به یکی از بزرگ‌ترین صنایع غذایی خاورمیانه تبدیل شد. سود حاصل از این شرکت تولیدی در سال ۱۳۵۷ بالغ بر ۳۵۰ میلیون دلار برآورد شده‌است.

## پیشینه
این گروه صنعتی در سال ۱۳۳۸، با تأسیس شرکت سهامی خاص خوراک ایران شکل گرفت، علی خسروشاهی اولین مدیر این کارخانه بود. گروه صنعتی مینو با همت والای علی خسروشاهی در سال ۱۳۳۸، با تأسیس شرکت سهامی خاص خوراک ایران شکل گرفت. علی خسروشاهی در پاییز همین سال توانست پس از جلب رضایت شرکت هنکل آلمان، نمایندگی توزیع «تاید» را بگیرد و انحصار بازار پودر رخت‌شویی ایران را از آن خود کند. پس از این، خسروشاهی توانست توجه و موافقت شرکت بوتس برای گرفتن لیسانس این شرکت را به گروه صنعتی مینو جلب کند.
سالهای ۱۳۳۸–۱۳۴۰شمسی: شمار کارگرهای این کارخانه که شرکت «پارس» نام گرفته‌بود، در ابتدا بیشتر از ۱۵ نفر نبود و این کارخانه، تولید مواد غذایی را با تولید آب‌نبات و تافی شروع کرد. همزمان با به راه افتادن کارگاه آب نبات سازی، شرکت مینو به دنبال راه اندازی قسمت داروسازی نیز بود و قرار شد داروهای بوتس را در ایران تحت لیسانس بسازند. «تافی» اولین محصول مینو بود که با نام «تافی کره ای سه ستاره» تولید شد.
سال ۱۳۴۰شمسی: کارهای ساختمان سازی شروع وسال ۱۳۴۱ شمسی کار تمام شد و کارخانه به بهره‌برداری رسید.
سال ۱۳۴۱شمسی:اواخر شهریور سال ۱۳۴۱ برای اولین بار ویفر به بازار ایران توسط شرکت مینو عرضه شد. دهه ۱۳۴۰ دهه طلایی شرکت صنعتی مینو بود طوری که این شرکت با توسعه کارگاه‌ها، زمین‌های جدیدی خریداری کرد و کارخانجات مینو با سیاست عدم تمرکز صنایع در تهران در دهه‌های ۴۰ و ۵۰ شمسی، زمین مناسبی با وسعت کافی در شهر خرمدره خریداری کرد.
سال ۱۳۴۴شمسی:عرضه آدامس بادکنکی به بازار و بعد از آن تولید "آدامس شیک"، تأسیس واحدهای تولید بیسکویت و شکلات. تولید شکلات با برند مینو- تولید دو محصول به نام‌های کیت کت و اسمارتیز تحت لیسانس شرکت راونتری مکینتاش انگلستان، شرکت مینو توانست مقام اول را از نظر تولید و فروش شکلات در ایران کسب کند.
اواخر دهه ۱۳۴۰شمسی:راه اندازی کارگاه "پفک": علی خسروشاهی در سفرهایش به خارج از کشور مرتب در نمایشگاه‌ها و مغازه‌ها نمونهٔ اجناس مختلف را جمع‌آوری می‌کرد و می‌چشید. در یکی از این امتحانات به محصولی برخورد که بعداً در ایران با نام پفک نمکی به بازار عرضه شد. جنسی که علی خسروشاهی به آن برخورده بود محصول شرکت آمریکایی بیاتریس فودز بود. حسن خسروشاهی در خصوص نام گذاری این محصول می‌گوید: در دوران کودکی با مادرم به قنادی مینا در ابتدای خیابان نادری می‌رفتیم. آن‌ها یک شیرینی داشتند به نام پفک که خیلی مورد علاقه من بود. محصولی که قرار بود تولید شود خیلی پف داشت و چون محصول شوری بود، من تصمیم گرفتم که اسم آن را پفک نمکی بگذارم و با عجلهٔ زیاد این اسم را ثبت کردم. در همین سال کارگاه بیسکوئیت سازی نیز راه اندازی شد. شخصیت حقوقی شرکت در سال ۱۳۴۷ به سهامی خاص تبدیل شده و در سال ۱۳۵۲ مجدداً به شرکت سهامی عام تغییر یافت.
سال ۱۳۴۸ شمسی:تاسیس شرکت صادراتی پرسوئیس، به عنوان متولی صادرات محصولات صنعتی مینو، که از آن زمان تاکنون مسئولیت صادرات محصولات شرکت‌های صنعتی مینو را برعهده داشت است.
سال ۱۳۵۲ شمسی:در سال ۱۳۵۲ گسترش شرکت صنعتی مینو در دستور کار قرار گرفت و به همین منظور زمین فعلی شرکت صنعتی مینو خرمدره خریداری شد. این زمین با هدف احداث یک شهرک بزرگ کارخانه ای خریداری و با ایجاد ساختمان مسکونی آپارتمانی برای مهندسان و کارکنان بستری برای جذب و هدایت متخصصین این صنعت به این مکان که تا آن زمان یک شهر کوچک بود فراهم شد. این کارخانه در سال ۱۳۵۴ به بهره‌برداری رسید. اولین دستگاه‌هایی که از تهران به خرمدره انتقال داده شد دستگاه‌های پفک نمکی بود و بدین ترتیب تولید در مینو خرمدره با محصول محبوب پفک نمکی آغاز شد؛ و پس از آن تولید آب نبات و تافی شروع شد
سالهای ۱۳۵۵–۱۳۵۶شمسی:خطوط تولید بیسکوئیت خرمدره راه اندازی شد که از بزرگ‌ترین خطوط تولید بیسکویت در دنیا بود؛ و بعد از آن کیک اسفنجی پم پم تولید شد. در سال ۱۳۵۵ کارخانه ۲۰۰۰ نفر پرسنل داشت.
سال ۱۳۵۸ شمسی: در این سال کارخانهٔ خرمدره در حقیقت به شکل یک پارک صنعتی درآمده بود که منطقه مسکونی و سایر امکانات زندگی را در اختیار کارگران و کارمندان خود گذاشته بودو به توسعهٔ منطقه کمک بسیاری کرده بود.
سال ۱۳۵۹ شمسی: در این سال بر اساس سیاست‌های وقت، گروه صنعتی مینو توسط دولت مصادره شد و از آن پس ادارهٔ شرکت به سازمان دولتی صنایع ملی ایران واگذار شد.
سال ۱۳۶۲ شمسی:نام شرکت از صنعتی پارس (سهامی عام) به شرکت صنعتی پارس مینو (سهامی عام) تغییر یافت.
سال ۱۳۷۳ شمسی:پس از تلاشهای مستمر سید علی‌اکبر ابوترابی‌فرد، طی تفاهم نامه ای در سال ۱۳۷۳ مجموعه مینو (تولیدکننده مواد غذایی، دارو، لوازم آرایشی و بهداشتی) به شرکت اقتصادی و خودکفایی آزادگان واگذار گردید که منجر به احیای مجدد گروه صنعتی مینو و رشد آن در صنعت غذایی کشور شد. تا جایی که پس از حدود یک دهه از واگذاری گروه مینو به آزادگان سرافراز کشورمان گروه مینو با تولید بیش از ۴۰۰ تن محصول در روز لیدر و پیشرو در صنعت شیرینی و شکلات کشوراست.
سال ۱۳۸۰ شمسی:سهام شرکت شوکوپارس در سال ۱۳۸۰ توسط گروه صنعتی مینو خریداری گردید و در راستای سیاست‌های اقتصادی و خودکفایی آزادگان از اسفند ۱۳۸۷ به محل مینو خرمدره منتقل و فعالیت خود را آنجا ادامه داد.
سال ۱۳۸۶ شمسی:تاسیس شرکت صنایع غذایی مینو فارس در سال ۱۳۸۶ با موضوع مبادرت به تولید و فروش قند مایع خرما، کنسانتره خرما، شیره خرما و پودر خوراک دام؛ و تولید محصولات ارگانیک و طبیعی مشتق شده از خرما مانند شهد خرما، شیره خرما و ارده شیره خرما و…
سال ۱۳۸۸ شمسی: تأسیس کارگاه و خط جدید آدامس بدون قند که با نام تجاری "وایت" وارد بازر شد؛ که این خط یکی از بزرگ‌ترین و مجهزترین خطوط تولید آدامس در خاورمیانه می‌باشد. شرکت بازرگانی پارس گستر در این سال تأسیس شد. این شرکت در زمینه خرید، فروش، صادرات و واردات مواد اولیه و کالاهای مجاز، اخذ نمایندگی از شرکت‌های داخلی و خارجی، اعطای نمایندگی به شرکت‌های داخلی و خارجی، اخذ وام و تسهیلات از بانک‌ها، موسسات مالی و اعتباری داخلی و خارجی و ارائه انواع خدمات بازرگانی، فعالیت می‌کند. همچنین مواد اولیه و تجهیزات مورد نیاز خطوط تولیدی شرکت‌های گروه مینو توسط شرکت بازرگانی پارس گستر تهیه می‌شود.
سال۱۳۹۰شمسی: خرید تمامی سهام شرکت صنایع غذایی نان رضوی زاهدان و تغییر نام این شرکت به شرکت صنایع غذایی مینو شرق
سال۱۳۹۲شمسی: تأسیس خط جدید و مجهز شکلات که با برند "رسیتال " تولید می‌شود.

## برند مینو
برند مینو در سال ۱۳۹۲ در دهمین جشنواره ملی قهرمانان صنعت ایران به عنوان یکی از ۱۰۰ برند برتر ایران شناخته شد.